# Gunung Gajah (Lahat)
Gunung Gajah is een bestuurslaag in het regentschap Lahat van de provincie Zuid-Sumatra, Indonesië. Gunung Gajah telt 5065 inwoners (volkstelling 2010).